# Cum non solum
Cum non solum è una bolla papale scritta da papa Innocenzo IV all'imperatore dei Mongoli il 13 marzo del 1245.

## Storia
Nella bolla il pontefice esorta l'imperatore a rinunciare di attaccare la cristianità e le altre nazioni. Innocenzo esprime desideri di pace (non sapendo che in mongolo il termine pace era inteso come sottomissione)..
Il messaggio venne portato dal missionario francescano Giovanni da Pian del Carpine,
che con successo raggiunse la capitale mongola Karakorum il 24 agosto 1246, mentre Güyük veniva eletto nuovo Khan dei mongoli..

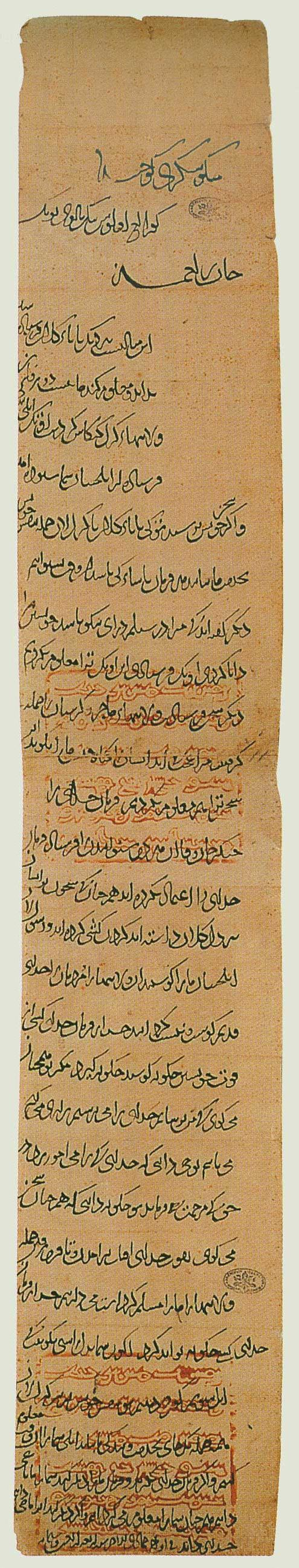
La lettera in persiano di Güyük al Papa Innocenzo IV del 1246.

La risposta del Khan Guyuk al pontefice fu una domanda di sottomissione con richiesta di invio di rappresentanti delle nazioni cristiane per rendere omaggio all'imperatore mongolo.
Lettera di Güyük al papa Innocenzo IV, del 1246.
- Voi dovete dichiarare con un cuore solo: siamo a voi sottomessi, e vi sottomettiamo le nostre forze. Devi venire di persona con tutti i tuoi re, senza eccezioni, e portare tributi in omaggio. Solo a queste condizioni accetterò la vostra sottomissione. Se non seguirete gli ordini di Dio, e vi schiererete contro i mie ordini, vi riconoscerò come miei nemici.

## Termine
Questo tipo di lettera viene indicata oggi con il termine di bolla papale, avendo lo stesso incipit, delle altre lettere inviate dal pontefice all'imperatore dei Mongoli, Viam agnoscere veritatis e Dei patris immensa. L'incipit delle lettere è "...regi et populo Tartarorum viam agnoscere veritatis. Cum non solum homines verum etiam animalia irrationalia nec non ipsa mundialis elementa machine quadam nativi federis..."